# Miřetice (Chrudimi járás)
Miřetice település Csehországban, a Chrudimi járásban. Miřetice Vysočina, Horka, Ctětín, Nasavrky, Tisovec, Včelákov, Smrček, Vrbatův Kostelec és Žumberk településekkel határos. Lakosainak száma 1306 fő (2024. január 1.).

## Népesség
A település lakosságának változását az alábbi diagram mutatja:
| Lakosok száma | 1774 | 1732 | 1891 | 1460 | 1252 | 1220 | 1263 | 1288 | 1289 | 1306 |
|               | 1869 | 1890 | 1921 | 1950 | 1980 | 2001 | 2017 | 2019 | 2022 | 2024 |